# Kanurennsport-Weltmeisterschaften 1991
Die 24. Kanurennsport-Weltmeisterschaften fanden vom 21. bis 25. August 1991 in Paris (Frankreich) statt.
Es wurden Medaillen in 22 Disziplinen des Kanurennsports vergeben: acht Canadier und neun Kajak-Wettbewerbe der Männer sowie fünf Kajak-Wettbewerbe der Frauen.

## Ergebnisse

### Männer

#### Canadier
| Event        | Gold                                                                       | Zeit | Silber                                                              | Zeit | Bronze                                                                      | Zeit |
| ------------ | -------------------------------------------------------------------------- | ---- | ------------------------------------------------------------------- | ---- | --------------------------------------------------------------------------- | ---- |
| C-1 500 m    | Sowjetunion Michał Śliwiński                                               |      | Bulgarien Nikolaj Buchalow                                          |      | Deutschland Olaf Heukrodt                                                   |      |
| C-1 1000 m   | Sowjetunion Ivans Klementjevs                                              |      | Bulgarien Nikolaj Buchalow                                          |      | Deutschland Matthias Röder                                                  |      |
| C-1 10.000 m | Ungarn Zsolt Bohács                                                        |      | Sowjetunion Ivans Klementjevs                                       |      | Vereinigtes Königreich Andrew Train                                         |      |
| C-2 500 m    | Ungarn Attila Pálizs Attila Szabó                                          |      | Sowjetunion Nicolae Juravschi Victor Reneischi                      |      | Frankreich Olivier Boivin Didier Hoyer                                      |      |
| C-2 1000 m   | Deutschland Ulrich Papke Ingo Spelly                                       |      | Frankreich Olivier Boivin Didier Hoyer                              |      | Sowjetunion Victor Reneischi Nicolae Juravschi                              |      |
| C-2 10.000 m | Ungarn István Gyulay Pál Pétervári                                         |      | Rumänien Gheorghe Andriev Romică Haralambie                         |      | Vereinigtes Königreich Andrew Train Steve Train                             |      |
| C-4 500 m    | Sowjetunion Nicolae Juravschi Victor Reneischi Juryj Gurin Walerij Weschko |      | Frankreich Benoît Bernard Joël Bettin Philippe Renaud Pascal Sylvoz |      | Deutschland Axel Berndt Andreas Dittmer Sven Montag Thomas Zereske          |      |
| C-4 1000 m   | Sowjetunion Nicolae Juravschi Victor Reneischi Juryj Gurin Walerij Weschko |      | Deutschland Olaf Heukrodt Sven Montag Ulrich Papke Ingo Spelly      |      | Bulgarien Dejon Slawow Nikolaj Buchalow Trajtscho Draganow Paissij Lgobenow |      |

#### Kajak
| Event        | Gold                                                                  | Zeit | Silber                                                                | Zeit | Bronze                                                                | Zeit |
| ------------ | --------------------------------------------------------------------- | ---- | --------------------------------------------------------------------- | ---- | --------------------------------------------------------------------- | ---- |
| K-1 500 m    | Kanada Renn Crichlow                                                  |      | Norwegen Knut Holmann                                                 |      | Ungarn Zsolt Gyulay                                                   |      |
| K-1 1000 m   | Norwegen Knut Holmann                                                 |      | Ungarn Ferenc Csipes                                                  |      | Vereinigte Staaten Gregory Barton                                     |      |
| K-1 10.000 m | Vereinigte Staaten Gregory Barton                                     |      | Italien Beniamino Bonomi                                              |      | Norwegen Morten Ivarsen                                               |      |
| K-2 500 m    | Spanien Juan Manuel Sánchez Juan José Román                           |      | Deutschland Kay Bluhm Torsten Gutsche                                 |      | Ungarn Ferenc Csipes Zsolt Gyulay                                     |      |
| K-2 1000 m   | Deutschland Kay Bluhm Torsten Gutsche                                 |      | Spanien Juan Manuel Sánchez Juan José Román                           |      | Ungarn Béla Petrovics Ákos Angyal                                     |      |
| K-2 10.000 m | Frankreich Philippe Boccara Pascal Boucherit                          |      | Deutschland Kay Bluhm Torsten Gutsche                                 |      | Tschechoslowakei Róbert Erban Juraj Kadnár                            |      |
| K-4 500 m    | Deutschland Detlef Hofmann Thomas Reineck Oliver Kegel André Wohllebe |      | Ungarn Attila Ádám Attila Adrovicz Attila Ábrahám László Fidel        |      | Sowjetunion Oleg Gorobi Serhij Kirsanow Sergei Galkow Andrei Plitkin  |      |
| K-4 1000 m   | Ungarn Ferenc Csipes László Fidel Attila Ábrahám Zsolt Gyulay         |      | Deutschland Detlef Hofmann Thomas Reineck Oliver Kegel André Wohllebe |      | Tschechoslowakei Karol Becker Richard Botló Karel Hrudík Michal Matúš |      |
| K-4 10.000 m | Deutschland Detlef Hofmann Thomas Reineck Oliver Kegel André Wohllebe |      | Australien Ramon Andersson Clint Robinson Ian Rowling Steve Wood      |      | Schweden Jonas Fager Pablo Grate Hans Olsson Peter Orban              |      |

### Frauen

#### Kajak
| Event      | Gold                                                                   | Zeit | Silber                                                     | Zeit | Bronze                                                              | Zeit |
| ---------- | ---------------------------------------------------------------------- | ---- | ---------------------------------------------------------- | ---- | ------------------------------------------------------------------- | ---- |
| K-1 500 m  | Deutschland Katrin Borchert                                            |      | Ungarn Rita Kőbán                                          |      | Italien Josefa Idem                                                 |      |
| K-1 5000 m | Italien Josefa Idem                                                    |      | Vereinigte Staaten Annemarie Cox                           |      | Deutschland Katrin Borchert                                         |      |
| K-2 500 m  | Deutschland Ramona Portwich Anke von Seck                              |      | Ungarn Éva Dónusz Erika Mészáros                           |      | Schweden Agneta Andersson Anna Olsson                               |      |
| K-2 5000 m | Deutschland Ramona Portwich Anke von Seck                              |      | Schweden Maria Haglund Susanne Rosenqvist                  |      | Frankreich Bernadette Brégeon Sabine Goetschy                       |      |
| K-4 500 m  | Deutschland Ramona Portwich Anke von Seck Katrin Borchert Monika Bunke |      | Ungarn Éva Dónusz Rita Kőbán Katalin Gyulay Erika Mészáros |      | Volksrepublik China Liu Qinglan Ning Menghua Wang Jing Wen Yangfang |      |

## Medaillenspiegel
| Rang   | Nation                 | Gold | Silber | Bronze | Gesamt |
| ------ | ---------------------- | ---- | ------ | ------ | ------ |
| 1      | Deutschland            | 8    | 4      | 4      | 16     |
| 2      | Ungarn                 | 4    | 5      | 3      | 12     |
| 3      | Sowjetunion            | 4    | 2      | 2      | 8      |
| 4      | Frankreich             | 1    | 2      | 2      | 5      |
| 5      | Italien                | 1    | 1      | 1      | 3      |
| 5      | Norwegen               | 1    | 1      | 1      | 3      |
| 5      | Vereinigte Staaten     | 1    | 1      | 1      | 3      |
| 8      | Spanien                | 1    | 1      | –      | 2      |
| 9      | Kanada                 | 1    | –      | –      | 1      |
| 10     | Bulgarien              | –    | 2      | 1      | 3      |
| 11     | Schweden               | –    | 1      | 2      | 3      |
| 12     | Rumänien               | –    | 1      | –      | 1      |
| 12     | Australien             | –    | 1      | –      | 1      |
| 14     | Vereinigtes Königreich | –    | –      | 2      | 2      |
| 14     | Tschechoslowakei       | –    | –      | 2      | 2      |
| 15     | Volksrepublik China    | –    | –      | 1      | 1      |
| Gesamt | Gesamt                 | 22   | 22     | 22     | 66     |